# In Technicolor
In Technicolor è il quarto album in studio del cantante statunitense Jesse McCartney, pubblicato nel 2014.

## Tracce
1. In Technicolor, Pt. I – 1:41
2. Back Together – 3:44
3. Young Love – 3:22
4. Superbad – 2:57
5. All About Us – 3:43
6. Checkmate – 3:30
7. Punch Drunk Recreation – 3:10
8. Goodie Bag – 3:00
9. In Technicolor, Pt. II – 3:42
10. Tie the Knot – 3:24
11. The Other Guy – 3:39